# Juan de Brienne
Juan I de Brienne, Juan I de Jerusalén y Juan I de Constantinopla (en francés: Jean de Brienne, griego: Ιωάννης της Βρυέννης trans. Io̱ánni̱s ti̱s Vryénni̱s; aprox. 1169/74-Constantinopla, Imperio latino de Constantinopla (actual Estambul, Turquía), 23 de marzo de 1237), fue rey de Jerusalén desde 1210 hasta 1225, luego emperador latino de Constantinopla desde 1229 hasta 1237.
Fue el benjamín de los vástagos de Erardo II, conde de Brienne, e Inés de Montfaucon o Montbéliard. Pasó la mayor parte de su vida como un noble de menor importancia hasta hacer amistad con el rey Felipe II Augusto de Francia, quien hizo los arreglos para que se casara con María de Montferrato, la reina del Estado cruzado de Jerusalén, en 1210. Juan llegó a la ciudad palestina de Acre el 13 de septiembre de 1210, se casó con María al día siguiente, y fue coronado en Tiro el 3 de octubre. María murió en 1212, y Juan fue nombrado regente de su pequeña hija, Yolanda de Brienne, que heredó la corona como Isabel II. En 1214 Juan se casó con la princesa Estefanía de Armenia, hija del rey armenio León II, y después tuvo un hijo con ella.
Como regente, Juan arregló una tregua de cinco años con Al-Adil I, sultán de Egipto y Siria, en julio de 1212. Durante la tregua, persuadió al papa Inocencio III para poner en marcha la Quinta Cruzada en apoyo del reino de su hija. En 1218 se unió a las fuerzas cruzadas de Occidente en una expedición contra el puerto egipcio de Damieta. Después de una disputa con uno de los jefes de la cruzada, el legado papal Pelagio Galvani, Juan partió de Egipto en febrero de 1220, a donde regresó en julio de 1221 al presenciar la humillante derrota de los cruzados y el abandono del sitio de Damieta.
Estefanía murió en 1219; Juan luego se casó con Berenguela, hija de Berenguela de Castilla y Alfonso IX de León, y en 1225 dio a su hija Isabel en matrimonio al emperador del Sacro Imperio Federico II, tratando de conservar sus derechos como regente del reino de Jerusalén. Inmediatamente después del matrimonio, sin embargo, Federico comenzó a oponerse a estos derechos.
En 1228 Juan fue invitado a Constantinopla para ser regente y coemperador con el joven Balduino II y organizó un matrimonio entre este y su pequeña hija María. Coronado en 1231, Juan ayudó a repeler los ataques del zar búlgaro Iván Asen II y del emperador de Nicea Juan III Ducas Vatatzés, pero poco antes de su muerte se vio obligado a solicitar el auxilio de Occidente.

## Juventud
Juan era el benjamín de los cuatro hijos varones de Erardo II, conde de Brienne, e Inés de Montfaucon. En 1231, Jorge Acropolita, que por entonces contaba catorce años, escribió que le parecía «extremadamente viejo... de unos ochenta años»; si el cálculo de Acropolita era correcto, Juan nació alrededor del 1150. Sin embargo, no existen otros autores del siglo XIII que describan a Juan como anciano. El padre de este describía a los hermanos de Juan como «niños» en el 1177 y menciona al tutor del hermano mayor de Juan, Gualterio III, en 1184; esto sugiere que los hermanos de Juan nacieron a finales de la década de 1160. Los historiadores modernos concuerdan en que Juan debió de nacer después del 1168, probablemente en la década de 1170.
A pesar de que su padre lo destinó a la carrera eclesiástica, según los Cuentos del juglar de Reims de finales del siglo XIII, Juan era reacio a seguirla. Para evitarlo, según el juglar, Juan se fugó de casa y se refugió con su tío materno en la abadía de Claraval. Animado por sus pares, se hizo armar caballero y se forjó buena reputación en torneos y lides. Aunque algunos pasajes de los Cuentos del juglar de Reims parecen inventados (verbigracia, Juan no tenía ningún tío materno en Claraval), el historiador Guy Perry afirmó que sí que puede haber recogido detalles verídicos de la vida de Juan. La carrera eclesiástica era habitual para los segundones de las familias nobles de la Francia del siglo XII; aun así, si su padre llegó a enviar a Juan a un monasterio, este lo abandonó antes de alcanzar la edad necesaria para realizar los votos. Juan con seguridad desarrolló la fuerza necesaria para ser un buen guerrero, ya que tanto Acropolita como Salimbene di Adam, autores contemporáneos, resaltan su robustez.
Erardo II se unió a la tercera cruzada y murió en Tierra Santa en el 1191. Su primogénito, Gualterio III, le sucedió como señor de Brienne. Juan aparece en los documentos por primera vez en 1192 o 1194, en un texto de su hermano, lo que prueba que era una figura destacada en la corte de Gualterio. Según una versión de la crónica de Ernoul, Juan participó en una guerra que el señorío libró contra Pedro II de Courtenay. A pesar de que los Cuentos del juglar de Reims afirman que se le llamaba Juan Sin Tierra, según los documentos contemporáneos, hacia el 1200 le pertenecían los pueblos de Jessains, Onjon, Trannes y otros dos del Condado de Champaña. En 1201, Teobaldo III le concedió nuevas propiedades en Mâcon, Longsols y en otros lugares. Tras la muerte de Teobaldo, su viuda, Blanca de Navarra, persuadió a Juan para que vendiese sus tierras en Mâcon, afirmando que pertenecían a su dote.
Gualterio III de Brienne falleció en junio de 1205 mientras luchaba en la Italia meridional. Su viuda, Elvira de Sicilia, dio a luz un hijo póstumo, Gualterio IV, que se crio en Italia. Juan obtuvo el título de conde de Brienne, y empezó a administrar el condado en nombre de su sobrino en el 1205 o 1206. Como vasallo principal del conde de Champaña, visitaba con frecuencia la corte de Blanca de Navarra (que gobernaba el condado durante la minoría de su hijo). Según una versión de la crónica de Ernoul, Blanca amó a Juan «más que a cualquier otro hombre en el mundo», lo que molestó al rey Felipe II de Francia.
Las dos versiones de la crónica de Ernoul difieren sobre el ascenso de Juan al trono de Jerusalén. Según una de ellas, los señores principales de Jerusalén enviaron emisarios a Francia en el 1208 para solicitar a Felipe II que escogiese a un noble francés para desposar a la reina María. Aprovechando la oportunidad de librarse de Juan, el rey lo eligió. Según la otra versión de la crónica, un caballero cuyo nombre no se menciona encareció a los señores jerosolimitanos a escoger a Juan como soberano; este aceptó el ofrecimiento tras recibir el beneplácito de Felipe. Juan visitó al papa Inocencio III en Roma. Este le entregó cuarenta mil marcos para que los emplease en la defensa de Tierra Santa, aunque indicó como condición que no podría disponer de ellos sin contar con el consentimiento del patriarca latino de Jerusalén y de los grandes maestres del Temple y del Hospital.

## Rey de Jerusalén

### Rey consorte

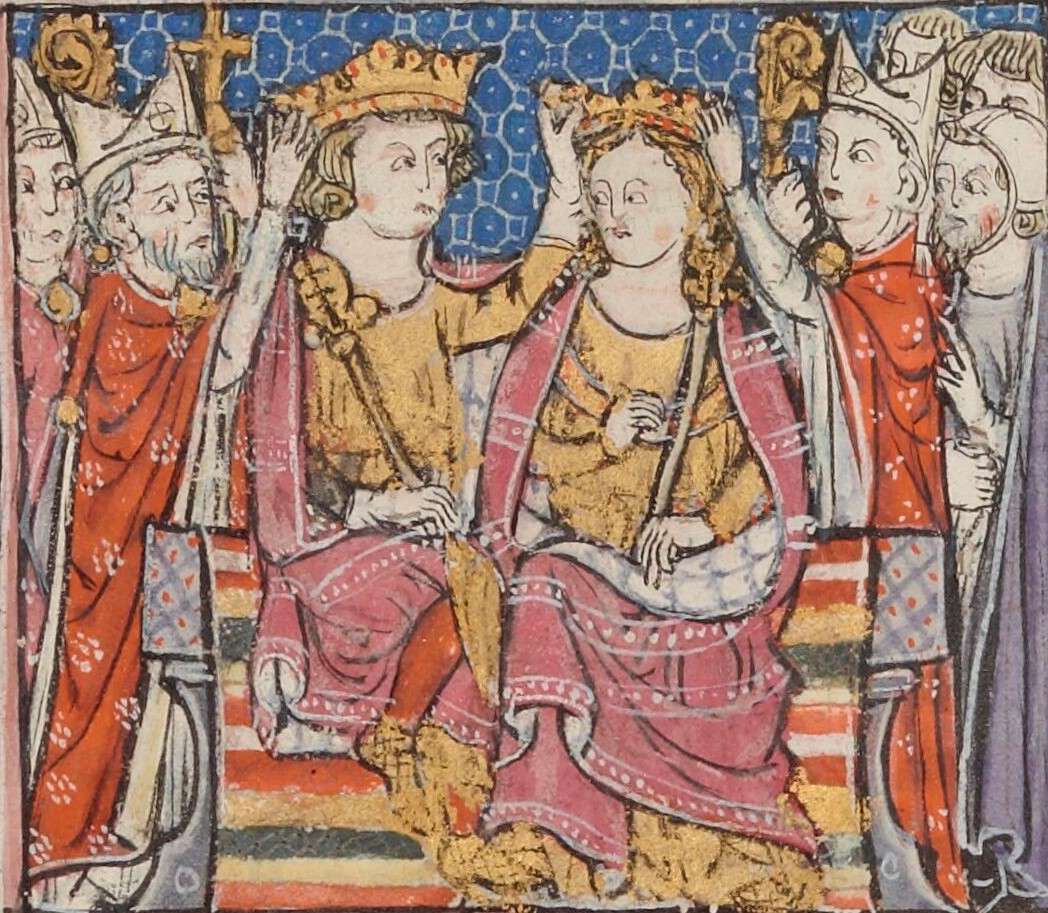
Coronación de María de Montferrato y Juan de Brienne como soberanos del reino de Jerusalén.

El Reino de Jerusalén y los demás estados cruzados a principios del siglo.

Juan desembarcó en Acre el 13 de septiembre de 1210; al día siguiente, el patriarca de Jerusalén Alberto de Vercelli lo casó con la reina María. Los dos fueron coronados en Tiro el 3 de octubre. La tregua pactada por Emerico, rey de Jerusalén, y el sultán ayubí al-Adil había concluido para cuando Juan llegó a Tierra Santa. Aunque al-Adil estaba dispuesto a renovarla, los nobles jerosolimitanos no quisieron firmar un nuevo tratado sin el consentimiento de Juan. Por ello, durante la coronación de Juan y María, al-Mu'azzam Isa, hijo de al-Adil, corrió las tierras de Acre, pero sin atacar la ciudad. Tras regresar a Acre, Juan saqueó varias poblaciones musulmanas como represalia por la correría ayubía.
A pesar de que aproximadamente trescientos caballeros franceses le acompañaron a Tierra Santa, ningún noble destacado lo hizo; los principales aristócratas franceses prefirieron participar en la cruzada contra los albigeneses o simplemente no lo consideraron suficientemente importante como para formar parte de su séquito. El primo de Juan, Gualterio de Montbéliard, se le unió tan solo después de que se lo expulsase de Chipre. Montbéliard dirigió una expedición naval a Egipto para saquear el delta del Nilo. Después de que la mayoría de los cruzados franceses hubieron abandonado Tierra Santa, Juan firmó una nueva tregua con al-Adil a mediados del 1211 y envió emisarios al papa Inocencio para solicitar que predicase una cruzada nueva.

### Conflictos
María murió poco después de parir a su hija Isabella, a finales del 1212. Su muerte desencadenó una disputa legal, ya que Juan de Ibelín (que había administrado el reino hasta la coronación de Juan) puso en cuestión el derecho del rey viudo a gobernar. Este envió a Raúl de Merencourt, obispo de Sidón, a Roma para recabar la ayuda de la Santa Sede. El papa confirmó que Juan de Brienne era el señor legítimo de Tierra Santa a comienzos de 1213, e instó a los prelados a apoyarlo con sanciones eclesiásticas si resultaba necesario. La mayoría de los señores feudales jerosolimitanos permanecieron leales al rey y admitieron su derecho a administrar el reino en nombre de su hija; Por su parte, Juan de Ibelín abandonó Tierra Santa y se instaló en Chipre.[
Las relaciones entre Juan de Brienne y Hugo I de Chipre eran tirantes. Este ordenó el encarcelamiento de los seguidores de Juan en su reino, y solo los liberó cuando se lo ordenó el papa Inocencio. Durante la guerra de sucesión antioqueña, Juan tomó partido por Bohemundo IV y los templarios contra Raimundo Rubén y León I, rey de la Cilicia armenia, a quienes sostuvieron Hugo y los hospitalarios. Aun así, Juan envió solo cincuenta caballeros para luchar contra los armenios en Antioquía en el 1213. León I concluyó un tratado de paz con los templarios ese mismo año, y se reconcilió con Juan. Este desposó a la hija primogénita de León, Estefanía de Armenia (también conocida como Rita), en 1214 y esta recibió una dote de treinta mil besantes. Las disputas entre Juan, León, Hugo y Bohemundo están documentadas en las cartas del papa en las que les insta a reconciliarse antes de que la quinta cruzada alcanzase Tierra Santa.

### La quinta cruzada
El papa Inocencio proclamó la quinta cruzada en el 1213, con el objetivo principal de «liberar» Tierra Santa (reconquistar Jerusalén). Las primeras tropas cruzadas, mandadas por Leopoldo VI de Austria, arribaron a Acre a principios de septiembre de 1217. Andrés II de Hungría y su ejército las siguieron ese mismo mes, y Hugo I de Chipre y Bohemundo IV de Antioquía pronto se unieron a ellos. Aun así, centenares de cruzados pronto volvieron a Europa debido a la hambruna que se desató por la mala cosecha del año anterior. Se celebró un consejo de guerra en la tienda de Andrés II, que se consideraba jefe del ejército de cruzado. Sin embargo, otros dirigentes, particularmente Juan, no reconocían la autoridad del rey húngaro. Los cruzados saquearon los alrededores, tierras de al-Adil I, para obtener víveres y forraje, y obligaron al sultán a retroceder en noviembre de 1217. En diciembre Juan asedió la fortaleza ayubí del monte Tabor, con la sola colaboración de Bohemundo IV. El asedio fracasó, lo que, según el coetáneo Jacobo de Vitry, «animó al infiel».

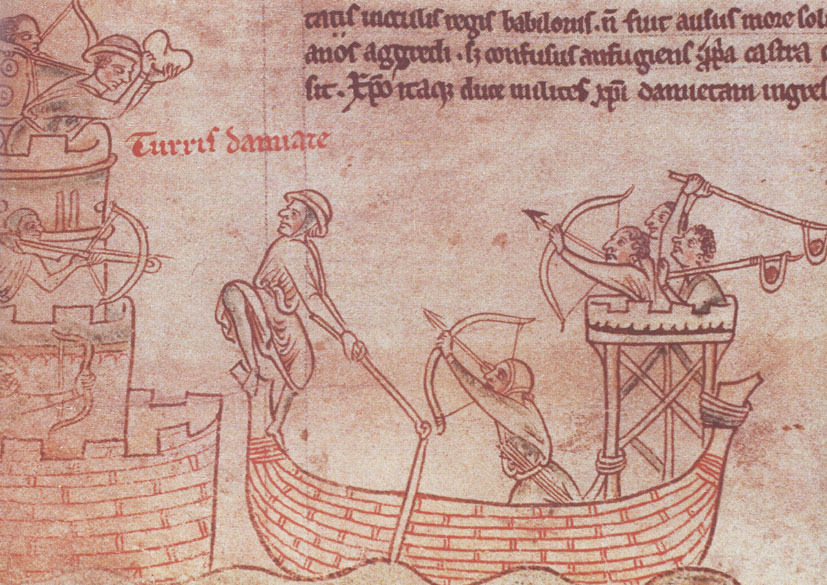
Cruzados frisios atacan una torre cercana a Damieta durante la quinta cruzada (ilustración de la Chronica Majora de Mateo de París,).

Andrés II decidió regresar a su reino; Hugo I y Bohemundo IV hicieron lo propio y los tres abandonaron la cruzada a comienzos de 1218. Su partida marcó el fin de las ofensivas y el resto de cruzados se dedicaron a restaurar las fortificaciones de Cesarea y Atlit. Cuando llegaron nuevas fuerzas desde el Sacro Imperio Romano Germánico en abril, se decidió invadir Egipto. Los señores eligieron a Juan jefe de la campaña y acordaron entregarle las tierras que se conquistasen. No obstante, su autoridad era principalmente nominal, ya que rara vez logró imponerla a un ejército compuesto por tropas de tan diversos orígenes.
Los cruzados cercaron Damieta, ubicada a orillas del Nilo, en mayo de 1218. A pesar de que se apoderaron de una torre estratégica situada en una isla cercana el 24 de agosto, al-Kamil (que había sucedido al-Adil I en Egipto) controlaba el tráfico del gran río. En septiembre llegaron refuerzos de Italia, al mando del enviado del papa Honorio III, el cardenal legado Pelagio, que se arrogó el mando de la cruzada.
Los egipcios atacaron por sorpresa el campamento cruzado el 9 de octubre, pero Juan descubrió a tiempo la maniobra. Sus fuerzas aniquilaron la vanguardia egipcia y desbarataron a las unidades que la seguían. Los cruzados construyeron una fortaleza flotante cerca de Damieta, pero una tormenta la arrastró hasta cerca del lugar donde se encontraba el campamento enemigo. Los egipcios se apoderaron de ella y pasaron por las armas a casi todos los defensores. Solo dos soldados escaparon con vida pero, acusados de cobardía, fueron ajusticiados por orden de Juan. Gracias a las tropas italianas que había traído a Egipto, la influencia de Pelagio creció en las reuniones en las que se decidían las operaciones militares. Las disputas con Juan enojaban a la tropa. Parte de esta decidió por su cuenta asaltar el campamento enemigo el 29 de agosto de 1219, pero los egipcios la vencieron y exterminaron. A continuación y aprovechando el pánico desatado por este revés, los egipcios acometieron el campamento cruzado, que solo se salvó gracias a la presencia de ánimo y el esfuerzo de Juan, los señores cruzados y los caballeros de las órdenes militares.
A finales de octubre, al-Kamil envió emisarios a los cruzados para devolverles Jerusalén, Belén y Nazaret si retiraban de Egipto. Aunque Juan y los nobles se mostraron dispuestos a aceptar la propuesta del sultán, Pelagio y los jefes de las órdenes militares se opusieron; afirmaron que los musulmanes podrían recuperarlas fácilmente. Así, los cruzados finalmente rechazaron la oferta. Al-Kamil trató de abastecer Damieta enviando víveres a través del campamento cruzado, pero sus hombres fueron capturados el 3 de noviembre. Dos días más tarde, los cruzados asaltaron la ciudad y la conquistaron. Pelagio la reclamó para la Iglesia, pero tuvo que reconocer el derecho de Juan a administrarla (al menos temporalmente) cuando este amenazó con abandonar la campaña. Según Juan de Joinville, Juan recibió un tercio del botín; existen monedas con su nombre acuñadas en los meses que siguieron a la conquista de la ciudad. Mientras esto sucedía en el sur, Al-Mu'azzam Isa, sultán de Damasco, invadió el Reino de Jerusalén y saqueó Cesarea antes de que acabase el 1219.
El suegro de Juan, León I de Armenia, murió varios meses antes de la conquista de Damieta. Legó su reino a su hija Isabella, todavía menor de edad. Tanto Juan como Raimundo Rubén de Antioquía (sobrino de León) impugnaron la validez del testamento y reclamaron para sí el gobierno del Reino de Cilicia. En una carta de febrero de 1220, el papa Honorio declaró a Juan legítimo heredero de León. Para defender su reclamación de Cilicia, Juan dejó Damieta y regresó al Reino de Jerusalén hacia la Semana Santa del 1220. Aunque la victoriosa campaña de Al-Mu'azzam Isa' del año anterior también impelió a Juan a abandonar Egipto y volver a su reino, tanto Jacobo de Vitry como otros cronistas de la cruzada afirman que abandonó al ejército cruzado.
Estefanía falleció poco después del regreso de Juan. Las fuentes contemporáneas lo acusaron de su muerte repentina, afirmando que le había propinado una paliza cuando oyó que había tratado de envenenar a su hija Isabella. El único hijo varón del matrimonio murió también algunas semanas más tarde, lo que eliminó los derechos de Juan al trono armenio. Poco después, el papa Honorio, noticioso de las muertes de Estefanía y de su hijo, declaró a Raimundo Rubén señor legítimo de Cilicia y amenazó a Juan con excomulgarlo si reclamaba la herencia de su difunta esposa.
Juan tardó varios meses en volver a unirse a los cruzados en Egipto. Según una carta de los prelados de Tierra Santa a Felipe II de Francia, la falta de fondos fue la razón de que el rey no pudiese dejar el reino. Como su sobrino Gualterio IV se acercaba a la mayoría de edad, Juan le entregó condado de Brienne en 1221. Durante la ausencia de Juan de Egipto, al-Kamil reiteró su oferta de devolver Tierra Santa al Reino de Jerusalén en junio de 1221; Pelagió la rechazó nuevamente. Juan regresó a Egipto y retomó la cruzada el 6 de julio de 1221 por orden del papa Honorio.
Los jefes del ejército cruzado decidieron continuar la invasión de Egipto, a pesar de la enérgica oposición de Juan (según Felipe de Aubigny). Los cruzados se acercaron a El Mansurá, pero los egipcios cercaron su campamento. Sobrepasado en número por el enemigo, Pelagio firmó el 28 de agosto una tregua de ocho años con al-Kamil a cambio de devolver Damieta. Juan se contó entre los jefes de la cruzada que permanecieron como rehenes del sultán hasta que el ejército cruzado se retiró de Damieta el 8 de septiembre.

### Negociaciones
Después del fracaso de la quinta cruzada, Juan regresó a su reino. Al poco mercaderes genoveses y pisanos se enzarzaron en refriegas en Acre que dañaron parte de la ciudad. Según un cronista genovés, Juan tomó partido por los pisanos y los genoveses abandonaron la ciudad y se mudaron a Beirut.
Juan fue el primer rey de Jerusalén que visitó Europa; había decidido solicitar la ayuda de las potencias cristianas ya antes de volver de Egipto. Deseaba también encontrar un marido adecuado para su hija, para asegurar la continuidad del gobierno cristiano de Tierra Santa. Nombró a Odón de Montbéliard bailío para administrar el Reino de Jerusalén en su ausencia.

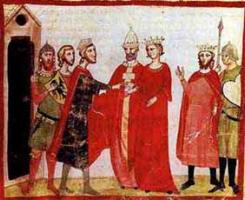
Matrimonio de la hija de Juan, Isabella II de Jerusalén, y el emperador del Sacro Imperio Romano Germánico Federico II en 1225 (de la Nuova Cronica de Giovanni Villani).

Marchó a Italia en octubre de 1222 para asistir a una conferencia sobre una nueva cruzada. Por petición de Juan, el papa Honorio declaró que todas las tierras conquistadas durante la cruzada tendrían que entregarse al Reino de Jerusalén. El papa y el emperador Federico II se reunieron en Ferentino en marzo de 1223 para trazar la campaña; Juan asistió también. Prometió entregar a su hija en matrimonio a Federico después de que este se comprometiese a entregarle el gobierno vitalicio del Reino de Jerusalén.
Partió luego a Francia, pese a que Felipe II estaba descontento porque se le hubiese excluido de la decisión sobre el matrimonio de Isabella. Matilda I, condesa de Nevers, Erard II de Chacenay, Albert, abad de Vauluisant, y otros magnates le solicitaron que interviniese en sus disputas, indicando para justificarlo la estima en que se le tenía en la patria. Juan asistió al funeral de Felipe II en la basílica de Saint-Denis en julio; El difunto legó más de ciento cincuenta mil marcos para la defensa de Tierra Santa. A continuación, Juan visitó Inglaterra; vuelto a Francia, trató de mediar para que esta e Inglaterra firmasen la paz.
Peregrinó a Santiago de Compostela en marzo de 1224. Según la Crónica latina de los reyes de Castilla, acudió al reino de León para desposar a una de las hijas mayores de Alfonso IX de León (Sancha o Dulce) ya que este le había prometido el reino si lo hacía. Este matrimonio hubiese podido desbaratar el acceso al trono del medio hermano de las hermanas, Fernando III de Castilla. Para evitarlo, la madre de Fernando, Berenguela de Castilla, decidió dar a Juan la mano de su hija Berenguela. Aunque no todos los historiadores modernos aceptan los hechos tal como los narra la crónica y en especial el compromiso de Juan con Dulce o Sancha, concuerdan en que la reina de Francia (Blanca de Castilla, hermana de la reina Berenguela) desempeñó un papel destacado en convencer a Juan para que desposase a su sobrina. El matrimonio se celebró en Burgos en mayo de 1224.
Aproximadamente tres meses más tarde, Juan se reunió con Enrique, hijo del emperador Federico, en Metz y visitó a su tutor, Engelberto, arzobispo de Colonia. Desde allí pasó luego al sur de Italia, donde persuadió al papa Honorio para que le permitiese a Federico aplazar dos años su cruzada. Federico se casó con la hija de Juan, Isabella (que había sido coronada reina de Jerusalén), el 9 de noviembre de 1225. Sin embargo, la relación entre yerno y suegro se volvió tirante. Según una versión de la crónica de Ernoul, Juan se enemistó con su yerno porque este sedujo a una sobrina de Isabella que la servía como dama de compañía. En la otra versión de la crónica, Juan reprendía a menudo a Federico, que concluyó que aquel deseaba apoderarse del Reino de Sicilia para su sobrino Gualterio IV de Brienne y por ello trató de asesinarlo (Juan huyó a Roma). Federico declaró que su suegro había perdido sus derechos al Reino de Jerusalén tras el matrimonio de Isabella y se arrogó el título de rey de Jerusalén desde diciembre de 1225. Balián de Sidon, Simón de Maugastel, arzobispo de Tiro, y otros notables jerosolimitanos que habían escoltado a Isabella a Italia reconocieron a Federico como rey legítimo.

## Al servicio del papa
El papa Honorio no aceptó el acto unilateral de Federico y siguió teniendo a Juan como legítimo rey de Jerusalén. Para tratar de aprovechar la resurrección de la Liga Lombarda (una alianza de ciudades italianas septentrionales) contra Federico, Juan acudió a Bolonia. Según una versión de la crónica de Ernoul, rechazó el ofrecimiento de la liga de hacerlo rey. Aunque este relato es falso, Juan sí que permaneció más de seis meses en la ciudad. El moribundo Honorio le nombró rector del Patrimonio de San Pedro en la Toscana (parte de los Estados pontificios) el 27 de enero de 1227, y solicitó a Federico que le devolviese el trono de Jerusalén. El sucesor de Honorio, Gregorio IX, confirmó el cargo de Juan en los Estados pontificios el 5 de abril y ordenó a los ciudadanos de Perugia que lo eligiesen podestà.
Gregorio excomulgó a Federico el 29 de septiembre de 1227, acusándolo de faltar a su juramento de dirigir una cruzada a Tierra Santa; el emperador había enviado dos flotas a Siria, pero una epidemia les obligó a regresar. Su mujer, Isabella, murió después de dar a luz un hijo, Conrado, en mayo de 1228. Federico siguió considerándose rey de Jerusalén, de acuerdo con el precedente establecido por Juan durante la minoría de edad de Isabella.
El ejército imperial al mando de Reinaldo de Urslingen invadió los Estados pontificios en octubre de 1228. Aunque Juan lo derrotó en una serie de batallas, se necesitó una contraofensiva papal en la Italia meridional para obligar a Reinaldo a replegarse a Sulmona. Juan la asedió antes de regresar a Perugia a principios de 1229 para concluir las negociaciones con enviados del Imperio latino de Constantinopla, que le ofrecían la corona imperial.

## Emperador de Constantinopla

### Elección

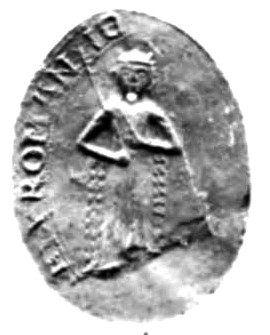
Sello de la segunda hija de Juan, María, emperatriz consorte del Imperio latino; Juan era coemperador con su marido, Balduino II.

El emperador latino de Constantinopla, Roberto I, falleció en enero de 1228. Su hermano Balduino II le sucedió en el trono, pero se necesitaba un regente para el imperio, ya que el nuevo rey apenas contaba diez años de edad. Iván Asen II de Bulgaria se mostró dispuesto a asumir la regencia, pero los barones del imperio sospechaban que lo que deseaba era unir los territorios imperiales a su reino. Por tanto, ofrecieron la corona imperial a Juan, aliado de la Santa Sede.
Después de meses de negociación, Juan y los representantes imperiales firmaron un tratado en Perugia el 9 de abril de 1229 que confirmó el papa Gregorio. Juan recibía el título vitalicio de emperador, como colega de Balduino, quien desposaría a María, la hija de Juan; este quedaría como soberano principal del imperio. El tratado también estipuló que, aunque Baldunio obtendría el gobierno de los territorios de Asia Menor cuando cumpliese los veinte años, quedaría como monarca solo tras la muerte de Juan. Juan también exigió que sus hijos heredarían Epiro y Macedonia, pero estas dos regiones pertenecían aún al emperador de Tesalónica Teodoro Comneno Ducas.
Después de firmar el tratado, Juan regresó a Sulmona. Según Mateo de París, permitió que sus soldados saqueasen los monasterios cercanos para obtener dinero. Levantó el asedio de Sulmona a comienzos del 1229 para unirse al cardenal Pelagio, que emprendió una campaña contra Capua. Federico II (que se había coronado rey de Jerusalén en la iglesia del Santo Sepulcro) regresó a Italia y obligó a las fuerzas papales a replegarse.
Juan viajó a Francia a reclutar soldados que le acompañasen a Constantinopla. El papa Gregorio no proclamó la expedición al Imperio latino cruzada, pero prometió que los que se uniesen a ella gozarían de los mismos privilegios que se concedían a los cruzados. Durante su estancia en Francia, Juan actuó nuevamente de intermediario entre magnates y firmó un tratado de paz entre Luis IX de Francia y Hugo X de Lusignan. Regresó a Italia a finales del 1230. Sus enviados firmaron un tratado con Jacopo Tiepolo, Dogo de Venecia, quien accedió a transportarlo con su ejército de quinientos caballeros y cinco mil peones a Constantinopla a cambio de la confirmación de los privilegios y posesiones venecianos en el Imperio latino.[ Poco después de que partiese hacia Constantinopla en agosto, el papa Gregorio aceptó el derecho de Federico II al gobierno del Reino de Jerusalén.

### Reinado

Escudo de armas del Imperio latino de Constantinopla.

Juan fue coronado emperador en Santa Sofía en otoño de 1231; para entonces, su territorio estaba limitado a Constantinopla y su comarca. Los venecianos le animaron a acometer a Juan III Vatatzes, emperador de Nicea, que sostenía una rebelión contra ellos en Creta. Según la Crónica Rimada de Philippe Mouskes, Juan no podía hacer «ni la guerra ni la paz»; al no invadir el Imperio de Nicea, la mayoría de los caballeros franceses que le habían acompañado a Constantinopla regresaron a Francia tras su coronación. Para mejorar la situación financiera del Imperio latino, Godofredo II de Acaya (el vasallo más poderoso de Juan) le pagó un subsidio anual de treinta mil hyperpyra a partir del momento de la coronación.
Aprovechando la invasión de Rodas emprendida por Juan III Vatatzes, Juan realizó una expedición militar en Anatolia contra el Imperio de Nicea en 1233. Esta campaña, que duró tres o cuatro meses, apenas obtuvo resultados; los latinos solo se apoderaron de Pegai (la moderna Biga). Con el beneplácito de Juan, dos frailes franciscanos y otros tantos dominicos negociaron una tregua entre el Imperio latino y Nicea en 1234, que nunca llegó a firmarse. En una carta que describe sus negociaciones, los frailes describieron a Juan como un «mendigo» abandonado por sus mercenarios.
Juan III Vatatzes e Ivan Asen II firmaron a principios de 1235 un tratado para repartirse el Imperio latino. Vatatzes pronto arrebató al imperio sus últimos territorios en Asia Menor y Galípoli, y Asen ocupó los territorios latinos en Tracia. Asediaron Constantinopla para concentrar a las fuerzas latinas allí y permitir a los coligados invadir otros territorios. Aunque los sitiadores eran más numerosos que los defensores, Juan repelió todos los asaltos a las murallas de la ciudad. Muskes le comparó con Héctor, Roldán, Ogier el Danés y Judas Macabeo en su Crónica Rimada, destacando su gallardía.
Una flota veneciana forzó a la escuadra de Vatatzes a retirarse pero, tras la marcha de los venecianos, los griegos y búlgaros reanudaron el cerco en noviembre de 1235. Juan envió misivas a monarcas europeos y al papa, solicitando auxilio. Como la supervivencia del Imperio latino estaba en peligro, el papa Gregorio instó a los cruzados a defender Constantinopla en vez de Tierra Santa. Una fuerza naval combinada de naves aportadas por Venecia, Génova, Pisa y Godofredo II de Acaya rompió el bloqueo naval. Como Asen abandonó luego la alianza con Vatatzes, este tuvo que levantar el asedio en 1236.

### Muerte
Según tres autores del siglo XIII (Mateo de París, Salimbene di Adam y Bernardo de Besse), Juan se hizo fraile franciscano antes de morir. Coinciden en que el empeoramiento de su salud contribuyó a su conversión, pero Bernardo también menciona una visión que Juan tuvo en varias ocasiones en la que un anciano le encarecía que ingresase en la orden. La mayoría de las fuentes del siglo XIII afirman que Juan falleció entre el 19 y el 23 de marzo de 1237; fue el único emperador latino que murió en Constantinopla.
Según los Cuentos del juglar de Reims, se lo enterró en Santa Sofía. Perry escribió que Juan, que murió ya fraile, pudo haber sido enterrado en la iglesia franciscana dedicada a san Francisco de Asís que se había construido en Gálata durante su reinado. Una tercera teoría, propuesta por Giuseppe Gerola, indica que Gualterio VI, conde de Brienne, pudo encargar para Juan una tumba decorada con el escudo del Imperio latino en la basílica del santo en Asís.

## Familia
La primera mujer de Juan (María la Marquesa, nacida en 1191) era hija única de Isabel de Jerusalén y de su segundo marido, Conrado de Montferrato. María heredó Jerusalén de su madre en el 1205. El único vástago de Juan y María fue:
- Isabel (también llamada Yolanda), nacida a finales del 1212.[29][28]

Estefanía de Armenia, segunda esposa de Juan, se casó con él en 1214. Era la hija única de León II de Armenia y de su primera mujer, Isabel (sobrina de Sibila, la tercera mujer de Bohemundo III de Antioquía). Estefanía dio a luz un hijo en el 1220, pero ambos murieron ese mismo año.
Juan desposó a su tercera mujer, Berenguela de León, en 1224; Esta había nacido hacia el 1204, hija de Alfonso IX de León y Berenguela de Castilla. El matrimonio tuvo los siguientes hijos:
- María de Brienne, nacida en el 1224.[84]
- Alfonso de Brienne, nacido a finales de la década de 1220.[84] El primo de Berenguela, Luis IX de Francia, le nombró gran chambelán de Francia y luego adquirió por matrimonio el Condado de Eu.[149]
- Luis de Acre, nacido alrededor del 1230.[84]
- Juan de Acre, que nació a principios de la década de 1230, llegó a alcanzar el cargo de gran mayordomo de Francia.[150]

## Ancestros
| \| \| \| \| \| \| \| \| \| \| \| \| \| \| \| \| \| \| \| \| 16. Gualterio I de Brienne \| \| \| \| \| \| \| \| \| \| \| \| \| \| \| \| \| \| \| \| \| \| \| \| \| \| \| \| \| \| \| \| \| \| \| \| \| \| \| \| \| \| \| \| \| \| \| \| \| \| \| \| \| \| 8. Erardo I de Brienne \| \| \| \| \| \| \| \| \| \| \| \| \| \| \| \| \| \| \| \| \| \| \| \| \| \| \| \| \| \| \| \| \| \| \| \| \| \| \| \| \| \| \| \| \| \| \| \| \| \| \| \| \| \| 17. Eustaquía de Tonnerre \| \| \| \| \| \| \| \| \| \| \| \| \| \| \| \| \| \| \| \| \| \| \| \| \| \| \| \| \| \| \| \| \| \| \| \| \| \| \| \| \| \| \| \| \| \| \| \| \| \| \| \| \| \| 4. Gualterio II de Brienne \| \| \| \| \| \| \| \| \| \| \| \| \| \| \| \| \| \| \| \| \| \| \| \| \| \| \| \| \| \| \| \| \| \| \| \| \| \| \| \| \| \| \| \| \| \| \| \| \| \| \| \| \| \| 18. Andrés de Montdidier-Roucy \| \| \| \| \| \| \| \| \| \| \| \| \| \| \| \| \| \| \| \| \| \| \| \| \| \| \| \| \| \| \| \| \| \| \| \| \| \| \| \| \| \| \| \| \| \| \| \| \| \| \| \| \| \| 9. Alix de Roucy-Ramerupt \| \| \| \| \| \| \| \| \| \| \| \| \| \| \| \| \| \| \| \| \| \| \| \| \| \| \| \| \| \| \| \| \| \| \| \| \| \| \| \| \| \| \| \| \| \| \| \| \| \| \| \| \| \| 19. Adela \| \| \| \| \| \| \| \| \| \| \| \| \| \| \| \| \| \| \| \| \| \| \| \| \| \| \| \| \| \| \| \| \| \| \| \| \| \| \| \| \| \| \| \| \| \| \| \| \| \| \| \| \| \| 2. Erardo II de Brienne \| \| \| \| \| \| \| \| \| \| \| \| \| \| \| \| \| \| \| \| \| \| \| \| \| \| \| \| \| \| \| \| \| \| \| \| \| \| \| \| \| \| \| \| \| \| \| \| \| \| \| \| \| \| 20. Guillermo Busac \| \| \| \| \| \| \| \| \| \| \| \| \| \| \| \| \| \| \| \| \| \| \| \| \| \| \| \| \| \| \| \| \| \| \| \| \| \| \| \| \| \| \| \| \| \| \| \| \| \| \| \| \| \| 10. Juan I de Soissons \| \| \| \| \| \| \| \| \| \| \| \| \| \| \| \| \| \| \| \| \| \| \| \| \| \| \| \| \| \| \| \| \| \| \| \| \| \| \| \| \| \| \| \| \| \| \| \| \| \| \| \| \| \| 21. Adela de Soissons \| \| \| \| \| \| \| \| \| \| \| \| \| \| \| \| \| \| \| \| \| \| \| \| \| \| \| \| \| \| \| \| \| \| \| \| \| \| \| \| \| \| \| \| \| \| \| \| \| \| \| \| \| \| 5. Adela de Soissons \| \| \| \| \| \| \| \| \| \| \| \| \| \| \| \| \| \| \| \| \| \| \| \| \| \| \| \| \| \| \| \| \| \| \| \| \| \| \| \| \| \| \| \| \| \| \| \| \| \| \| \| \| \| 22. Nibelung II de Pierrefonds \| \| \| \| \| \| \| \| \| \| \| \| \| \| \| \| \| \| \| \| \| \| \| \| \| \| \| \| \| \| \| \| \| \| \| \| \| \| \| \| \| \| \| \| \| \| \| \| \| \| \| \| \| \| 11. Avelina de Pierrefonds \| \| \| \| \| \| \| \| \| \| \| \| \| \| \| \| \| \| \| \| \| \| \| \| \| \| \| \| \| \| \| \| \| \| \| \| \| \| \| \| \| \| \| \| \| \| \| \| \| \| \| \| \| \| 23. Eduviges \| \| \| \| \| \| \| \| \| \| \| \| \| \| \| \| \| \| \| \| \| \| \| \| \| \| \| \| \| \| \| \| \| \| \| \| \| \| \| \| \| \| \| \| \| \| \| \| \| \| \| \| \| \| 1. Juan de Brienne \| \| \| \| \| \| \| \| \| \| \| \| \| \| \| \| \| \| \| \| \| \| \| \| \| \| \| \| \| \| \| \| \| \| \| \| \| \| \| \| \| \| \| \| \| \| \| \| \| \| \| \| \| \| 24. Amadeo I de Montfaucon \| \| \| \| \| \| \| \| \| \| \| \| \| \| \| \| \| \| \| \| \| \| \| \| \| \| \| \| \| \| \| \| \| \| \| \| \| \| \| \| \| \| \| \| \| \| \| \| \| \| \| \| \| \| 12. Ricardo II de Montfaucon \| \| \| \| \| \| \| \| \| \| \| \| \| \| \| \| \| \| \| \| \| \| \| \| \| \| \| \| \| \| \| \| \| \| \| \| \| \| \| \| \| \| \| \| \| \| \| \| \| \| \| \| \| \| 25. ¿? de Neuenburg \| \| \| \| \| \| \| \| \| \| \| \| \| \| \| \| \| \| \| \| \| \| \| \| \| \| \| \| \| \| \| \| \| \| \| \| \| \| \| \| \| \| \| \| \| \| \| \| \| \| \| \| \| \| 6. Amadeo II de Montfaucon \| \| \| \| \| \| \| \| \| \| \| \| \| \| \| \| \| \| \| \| \| \| \| \| \| \| \| \| \| \| \| \| \| \| \| \| \| \| \| \| \| \| \| \| \| \| \| \| \| \| \| \| \| \| 26. Teodorico II de Montbéliard \| \| \| \| \| \| \| \| \| \| \| \| \| \| \| \| \| \| \| \| \| \| \| \| \| \| \| \| \| \| \| \| \| \| \| \| \| \| \| \| \| \| \| \| \| \| \| \| \| \| \| \| \| \| 13. Sofía de Montbéliard \| \| \| \| \| \| \| \| \| \| \| \| \| \| \| \| \| \| \| \| \| \| \| \| \| \| \| \| \| \| \| \| \| \| \| \| \| \| \| \| \| \| \| \| \| \| \| \| \| \| \| \| \| \| 27. Gertrudis de Habsburgo \| \| \| \| \| \| \| \| \| \| \| \| \| \| \| \| \| \| \| \| \| \| \| \| \| \| \| \| \| \| \| \| \| \| \| \| \| \| \| \| \| \| \| \| \| \| \| \| \| \| \| \| \| \| 3. Inés de Montfaucon \| \| \| \| \| \| \| \| \| \| \| \| \| \| \| \| \| \| \| \| \| \| \| \| \| \| \| \| \| \| \| \| \| \| \| \| \| \| \| \| \| \| \| \| \| \| \| \| \| \| \| \| \| \| 28. Godofredo II de Joinville \| \| \| \| \| \| \| \| \| \| \| \| \| \| \| \| \| \| \| \| \| \| \| \| \| \| \| \| \| \| \| \| \| \| \| \| \| \| \| \| \| \| \| \| \| \| \| \| \| \| \| \| \| \| 14. Rogelio I de Joinville \| \| \| \| \| \| \| \| \| \| \| \| \| \| \| \| \| \| \| \| \| \| \| \| \| \| \| \| \| \| \| \| \| \| \| \| \| \| \| \| \| \| \| \| \| \| \| \| \| \| \| \| \| \| 29. Hodierna de Courtenay \| \| \| \| \| \| \| \| \| \| \| \| \| \| \| \| \| \| \| \| \| \| \| \| \| \| \| \| \| \| \| \| \| \| \| \| \| \| \| \| \| \| \| \| \| \| \| \| \| \| \| \| \| \| 7. Beatriz de Grandson-Joinville \| \| \| \| \| \| \| \| \| \| \| \| \| \| \| \| \| \| \| \| \| \| \| \| \| \| \| \| \| \| \| \| \| \| \| \| \| \| \| \| \| \| \| \| \| \| \| \| \| \| \| \| \| \| 30. Guido III de Vignory \| \| \| \| \| \| \| \| \| \| \| \| \| \| \| \| \| \| \| \| \| \| \| \| \| \| \| \| \| \| \| \| \| \| \| \| \| \| \| \| \| \| \| \| \| \| \| \| \| \| \| \| \| \| 15. Adela de Vignory \| \| \| \| \| \| \| \| \| \| \| \| \| \| \| \| \| \| \| \| \| \| \| \| \| \| \| \| \| \| \| \| \| \| \| \| \| \| \| \| \| \| \| \| \| \| \| \| \| \| \| \| \| \| 31. Beatriz de Borgoña \| \| \| \| \| \| \| \| \| \| \| \| \| \| \| \| \| \| \| \| \| \| \| \| \| \| \| \| \| \| \| \| \| \| \| \| \| \| \| \| \| \| \| \| \| \| \| \| \| \| \| \| |                                  |  |  |  |  |  |  |  |  |  |  |  |  |  |  |  |
| |                                  |  |  |  |  |  |  |  |  |  |  |  |  |  |  |  |
| | 16. Gualterio I de Brienne       |  |  |  |  |  |  |  |  |  |  |  |  |  |  |  |
| |                                  |  |  |  |  |  |  |  |  |  |  |  |  |  |  |  |
| |                                  |  |  |  |  |  |  |  |  |  |  |  |  |  |  |  |
| | 8. Erardo I de Brienne           |  |  |  |  |  |  |  |  |  |  |  |  |  |  |  |
| |                                  |  |  |  |  |  |  |  |  |  |  |  |  |  |  |  |
| |                                  |  |  |  |  |  |  |  |  |  |  |  |  |  |  |  |
| | 17. Eustaquía de Tonnerre        |  |  |  |  |  |  |  |  |  |  |  |  |  |  |  |
| |                                  |  |  |  |  |  |  |  |  |  |  |  |  |  |  |  |
| |                                  |  |  |  |  |  |  |  |  |  |  |  |  |  |  |  |
| | 4. Gualterio II de Brienne       |  |  |  |  |  |  |  |  |  |  |  |  |  |  |  |
| |                                  |  |  |  |  |  |  |  |  |  |  |  |  |  |  |  |
| |                                  |  |  |  |  |  |  |  |  |  |  |  |  |  |  |  |
| | 18. Andrés de Montdidier-Roucy   |  |  |  |  |  |  |  |  |  |  |  |  |  |  |  |
| |                                  |  |  |  |  |  |  |  |  |  |  |  |  |  |  |  |
| |                                  |  |  |  |  |  |  |  |  |  |  |  |  |  |  |  |
| | 9. Alix de Roucy-Ramerupt        |  |  |  |  |  |  |  |  |  |  |  |  |  |  |  |
| |                                  |  |  |  |  |  |  |  |  |  |  |  |  |  |  |  |
| |                                  |  |  |  |  |  |  |  |  |  |  |  |  |  |  |  |
| | 19. Adela                        |  |  |  |  |  |  |  |  |  |  |  |  |  |  |  |
| |                                  |  |  |  |  |  |  |  |  |  |  |  |  |  |  |  |
| |                                  |  |  |  |  |  |  |  |  |  |  |  |  |  |  |  |
| | 2. Erardo II de Brienne          |  |  |  |  |  |  |  |  |  |  |  |  |  |  |  |
| |                                  |  |  |  |  |  |  |  |  |  |  |  |  |  |  |  |
| |                                  |  |  |  |  |  |  |  |  |  |  |  |  |  |  |  |
| | 20. Guillermo Busac              |  |  |  |  |  |  |  |  |  |  |  |  |  |  |  |
| |                                  |  |  |  |  |  |  |  |  |  |  |  |  |  |  |  |
| |                                  |  |  |  |  |  |  |  |  |  |  |  |  |  |  |  |
| | 10. Juan I de Soissons           |  |  |  |  |  |  |  |  |  |  |  |  |  |  |  |
| |                                  |  |  |  |  |  |  |  |  |  |  |  |  |  |  |  |
| |                                  |  |  |  |  |  |  |  |  |  |  |  |  |  |  |  |
| | 21. Adela de Soissons            |  |  |  |  |  |  |  |  |  |  |  |  |  |  |  |
| |                                  |  |  |  |  |  |  |  |  |  |  |  |  |  |  |  |
| |                                  |  |  |  |  |  |  |  |  |  |  |  |  |  |  |  |
| | 5. Adela de Soissons             |  |  |  |  |  |  |  |  |  |  |  |  |  |  |  |
| |                                  |  |  |  |  |  |  |  |  |  |  |  |  |  |  |  |
| |                                  |  |  |  |  |  |  |  |  |  |  |  |  |  |  |  |
| | 22. Nibelung II de Pierrefonds   |  |  |  |  |  |  |  |  |  |  |  |  |  |  |  |
| |                                  |  |  |  |  |  |  |  |  |  |  |  |  |  |  |  |
| |                                  |  |  |  |  |  |  |  |  |  |  |  |  |  |  |  |
| | 11. Avelina de Pierrefonds       |  |  |  |  |  |  |  |  |  |  |  |  |  |  |  |
| |                                  |  |  |  |  |  |  |  |  |  |  |  |  |  |  |  |
| |                                  |  |  |  |  |  |  |  |  |  |  |  |  |  |  |  |
| | 23. Eduviges                     |  |  |  |  |  |  |  |  |  |  |  |  |  |  |  |
| |                                  |  |  |  |  |  |  |  |  |  |  |  |  |  |  |  |
| |                                  |  |  |  |  |  |  |  |  |  |  |  |  |  |  |  |
| | 1. Juan de Brienne               |  |  |  |  |  |  |  |  |  |  |  |  |  |  |  |
| |                                  |  |  |  |  |  |  |  |  |  |  |  |  |  |  |  |
| |                                  |  |  |  |  |  |  |  |  |  |  |  |  |  |  |  |
| | 24. Amadeo I de Montfaucon       |  |  |  |  |  |  |  |  |  |  |  |  |  |  |  |
| |                                  |  |  |  |  |  |  |  |  |  |  |  |  |  |  |  |
| |                                  |  |  |  |  |  |  |  |  |  |  |  |  |  |  |  |
| | 12. Ricardo II de Montfaucon     |  |  |  |  |  |  |  |  |  |  |  |  |  |  |  |
| |                                  |  |  |  |  |  |  |  |  |  |  |  |  |  |  |  |
| |                                  |  |  |  |  |  |  |  |  |  |  |  |  |  |  |  |
| | 25. ¿? de Neuenburg              |  |  |  |  |  |  |  |  |  |  |  |  |  |  |  |
| |                                  |  |  |  |  |  |  |  |  |  |  |  |  |  |  |  |
| |                                  |  |  |  |  |  |  |  |  |  |  |  |  |  |  |  |
| | 6. Amadeo II de Montfaucon       |  |  |  |  |  |  |  |  |  |  |  |  |  |  |  |
| |                                  |  |  |  |  |  |  |  |  |  |  |  |  |  |  |  |
| |                                  |  |  |  |  |  |  |  |  |  |  |  |  |  |  |  |
| | 26. Teodorico II de Montbéliard  |  |  |  |  |  |  |  |  |  |  |  |  |  |  |  |
| |                                  |  |  |  |  |  |  |  |  |  |  |  |  |  |  |  |
| |                                  |  |  |  |  |  |  |  |  |  |  |  |  |  |  |  |
| | 13. Sofía de Montbéliard         |  |  |  |  |  |  |  |  |  |  |  |  |  |  |  |
| |                                  |  |  |  |  |  |  |  |  |  |  |  |  |  |  |  |
| |                                  |  |  |  |  |  |  |  |  |  |  |  |  |  |  |  |
| | 27. Gertrudis de Habsburgo       |  |  |  |  |  |  |  |  |  |  |  |  |  |  |  |
| |                                  |  |  |  |  |  |  |  |  |  |  |  |  |  |  |  |
| |                                  |  |  |  |  |  |  |  |  |  |  |  |  |  |  |  |
| | 3. Inés de Montfaucon            |  |  |  |  |  |  |  |  |  |  |  |  |  |  |  |
| |                                  |  |  |  |  |  |  |  |  |  |  |  |  |  |  |  |
| |                                  |  |  |  |  |  |  |  |  |  |  |  |  |  |  |  |
| | 28. Godofredo II de Joinville    |  |  |  |  |  |  |  |  |  |  |  |  |  |  |  |
| |                                  |  |  |  |  |  |  |  |  |  |  |  |  |  |  |  |
| |                                  |  |  |  |  |  |  |  |  |  |  |  |  |  |  |  |
| | 14. Rogelio I de Joinville       |  |  |  |  |  |  |  |  |  |  |  |  |  |  |  |
| |                                  |  |  |  |  |  |  |  |  |  |  |  |  |  |  |  |
| |                                  |  |  |  |  |  |  |  |  |  |  |  |  |  |  |  |
| | 29. Hodierna de Courtenay        |  |  |  |  |  |  |  |  |  |  |  |  |  |  |  |
| |                                  |  |  |  |  |  |  |  |  |  |  |  |  |  |  |  |
| |                                  |  |  |  |  |  |  |  |  |  |  |  |  |  |  |  |
| | 7. Beatriz de Grandson-Joinville |  |  |  |  |  |  |  |  |  |  |  |  |  |  |  |
| |                                  |  |  |  |  |  |  |  |  |  |  |  |  |  |  |  |
| |                                  |  |  |  |  |  |  |  |  |  |  |  |  |  |  |  |
| | 30. Guido III de Vignory         |  |  |  |  |  |  |  |  |  |  |  |  |  |  |  |
| |                                  |  |  |  |  |  |  |  |  |  |  |  |  |  |  |  |
| |                                  |  |  |  |  |  |  |  |  |  |  |  |  |  |  |  |
| | 15. Adela de Vignory             |  |  |  |  |  |  |  |  |  |  |  |  |  |  |  |
| |                                  |  |  |  |  |  |  |  |  |  |  |  |  |  |  |  |
| |                                  |  |  |  |  |  |  |  |  |  |  |  |  |  |  |  |
| | 31. Beatriz de Borgoña           |  |  |  |  |  |  |  |  |  |  |  |  |  |  |  |
| |                                  |  |  |  |  |  |  |  |  |  |  |  |  |  |  |  |
| |                                  |  |  |  |  |  |  |  |  |  |  |  |  |  |  |  |